# Deutsche Rallye-Meisterschaft 2010
Die  Deutsche Rallye-Meisterschaft 2010 wurde in fünf Rallyes zwischen dem 26. März und dem 4. September 2010 ausgetragen. Meister wurde Matthias Kahle.

## Teams und Fahrzeuge
| Nr.        | Fahrer               | Beifahrer          | Fahrzeug (Gruppe)                     |
| Division 1 | Division 1           | Division 1         | Division 1                            |
| ---------- | -------------------- | ------------------ | ------------------------------------- |
| 1          | Sandro Wallenwein    | Marcus Poschner    | Subaru Impreza N15 (Gruppe N)         |
| 2          | Matthias Kahle       | Peter Göbel        | Škoda Fabia S2000 (Super 2000)        |
| 3          | Hermann Gassner sen. | Siegfried Schrankl | Mitsubishi Lancer Evo X (Gruppe N)    |
| 4          | Peter Corazza        | Ronald Bauer       | Mitsubishi Lancer Evo IX (Gruppe N)   |
| 5          | Olaf Dobberkau       | Alexandra König    | Porsche 996 GT3 RS (Gruppe GT2)       |
| 6          | Anton Werner         | Ralph Edelmann     | Porsche 996 GT3 (Gruppe GT3)          |
| 7          | Maik Stölzel         | Thomas Windisch    | Porsche 997 GT3 (Gruppe GT3)          |
| 8          | Mark Wallenwein      | Stefan Kopczyk     | Škoda Fabia S2000 (Super 2000)        |
| 9          | Rainer Noller        | Uwe Walz           | Mitsubishi Lancer Evo VIII (Gruppe N) |
| 10         | Robert Pritzl        | Christina Kohl     | Subaru Impreza N15 (Gruppe N)         |
| 11         | Max Christensen      | Dorthe Ravn        | Subaru Impreza N15 (Gruppe N)         |
| 12         | Daniel Rexhausen     | Stefan Clemens     | Mitsubishi Lancer Evo IX (Gruppe N)   |
| 13         | Jörg Axel de Fries   | Georg Ringhof      | Mitsubishi Lancer Evo IX (Gruppe N)   |
| 14         | Matthias Auer        | Heidi Koppe        | Mitsubishi Lancer Evo IX (Gruppe N)   |
| Division 2 |                      |                    |                                       |
| 15         | Carsten Mohe         | Katrin Becker      | Renault Clio (Rallye 3)               |
| 16         | Tim Stebani          | Frank Christian    | Opel Corsa OPC (Gruppe N)             |
| 17         | Felix Herbold        | Kevin Zemanik      | Honda Civic Type R (Rallye 3)         |
| Division 3 |                      |                    |                                       |
| 18         | Lars Mysliwietz      | Oliver Schumacher  | Citroën C2 (Rallye 2)                 |
| 19         | Michael Abendroth    | Frank Oschmann     | Honda Civic Type R (Gruppe N)         |
| 20         | Andreas Lohfing      | Marco Witzel       | Citroën C2 (Rallye 2)                 |
| 21         | Benjamin Scheller    | Sebastian Suhr     | Citroën C2 (Rallye 2)                 |
| 22         | Benjamin Hübner      | Maik Trommler      | Honda Civic Type R (Gruppe N)         |
| 23         | Patrick Pusch        | Fabian Hoese       | Honda Civic Type R (Gruppe N)         |
| 23         | Patrick Pusch        | Fabian Hoese       | Renault Twingo (Rallye 2)             |

## Rallyes und Ergebnisse
| Rallye                                           | Platz | Fahrer              | Beifahrer       | Fahrzeug           | Gesamtzeit   |
| ------------------------------------------------ | ----- | ------------------- | --------------- | ------------------ | ------------ |
| ADAC Wikinger-Rallye 26.–27. März 2010           | 1.    | Matthias Kahle      | Peter Göbel     | Škoda Fabia S2000  | 1:25:36,1 h  |
| ADAC Wikinger-Rallye 26.–27. März 2010           | 2.    | Sandro Wallenwein   | Marcus Poschner | Subaru Impreza N15 | + 6,3 s      |
| ADAC Wikinger-Rallye 26.–27. März 2010           | 3.    | Mark Wallenwein     | Stefan Kopczyk  | Škoda Fabia S2000  | + 13,2 s     |
| ADAC Hessen-Rallye Vogelsberg 16.–17. April 2010 | 1.    | Franz Wittmann jun. | Klaus Wicha     | Peugeot 207 S2000  | 1:18:58,5 h  |
| ADAC Hessen-Rallye Vogelsberg 16.–17. April 2010 | 2.    | Mark Wallenwein     | Stefan Kopczyk  | Škoda Fabia S2000  | + 27,5 s     |
| ADAC Hessen-Rallye Vogelsberg 16.–17. April 2010 | 3.    | Sandro Wallenwein   | Marcus Poschner | Subaru Impreza N15 | + 47,5 s     |
| AvD-Sachsen-Rallye 27.–29. Mai 2010              | 1.    | Olaf Dobberkau      | Alexandra König | Porsche 996 GT3 RS | 1:28:24,1 h  |
| AvD-Sachsen-Rallye 27.–29. Mai 2010              | 2.    | Matthias Kahle      | Peter Göbel     | Škoda Fabia S2000  | + 5,2 s      |
| AvD-Sachsen-Rallye 27.–29. Mai 2010              | 3.    | Sandro Wallenwein   | Marcus Poschner | Subaru Impreza N15 | + 1:19,2 min |
| ADAC Eifel-Rallye 16.–17. Juli 2010              | 1.    | Matthias Kahle      | Peter Göbel     | Škoda Fabia S2000  | 1:19:20,4 h  |
| ADAC Eifel-Rallye 16.–17. Juli 2010              | 2.    | Olaf Dobberkau      | Alexandra König | Porsche 996 GT3 RS | + 28 s       |
| ADAC Eifel-Rallye 16.–17. Juli 2010              | 3.    | Mark Wallenwein     | Stefan Kopczyk  | Škoda Fabia S2000  | + 41,6 s     |
| ADAC Saarland-Rallye 3.–4. September 2010        | 1.    | Mark Wallenwein     | Stefan Kopczyk  | Škoda Fabia S2000  | 1:29:11,8 h  |
| ADAC Saarland-Rallye 3.–4. September 2010        | 2.    | Matthias Kahle      | Peter Göbel     | Škoda Fabia S2000  | + 29 s       |
| ADAC Saarland-Rallye 3.–4. September 2010        | 3.    | Sandro Wallenwein   | Marcus Poschner | Subaru Impreza N15 | + 47,2 s     |

## Meisterschaftsendstand
| Platz | Fahrer               | Beifahrer          | Division | Wikinger | Wikinger | Hessen | Hessen | Sachsen | Sachsen | Eifel | Eifel | Saarland | Saarland | Punkte |
| Platz | Fahrer               | Beifahrer          | Division | Ges.     | Div.     | Ges.   | Div.   | Ges.    | Div.    | Ges.  | Div.  | Ges.     | Div.     | Punkte |
| ----- | -------------------- | ------------------ | -------- | -------- | -------- | ------ | ------ | ------- | ------- | ----- | ----- | -------- | -------- | ------ |
| 1.    | Matthias Kahle       | Peter Göbel        | 1        | 10       | 20       |        |        | 8       | 15      | 10    | 20    | 8        | 15       | 106    |
| 2.    | Sandro Wallenwein    | Marcus Poschner    | 1        | 8        | 15       | 6      | 12     | 6       | 12      | 5     | 10    | 6        | 12       | 92     |
| 3.    | Lars Mysliwietz      | Oliver Schumacher  | 3        |          | 20       |        | 20     | 1       | 20      |       | 15    |          | 15       | 91     |
| 4.    | Mark Wallenwein      | Stefan Kopczyk     | 1        | 6        | 12       | 8      | 15     |         |         | 6     | 12    | 10       | 20       | 89     |
| 5.    | Felix Herbold        | Kevin Zemanik      | 2        | 1        | 20       | 3      | 20     | 2       | 15      |       | 12    | 2        | 12       | 87     |
| 6.    | Carsten Mohe         | Katrin Becker      | 2        |          | 12       |        |        | 4       | 20      | 3     | 20    | 4        | 20       | 83     |
| 7.    | Olaf Dobberkau       | Alexandra König    | 1        | 2        | 4        |        |        | 10      | 20      | 8     | 15    | 5        | 10       | 74     |
| 8.    | Tim Stebani          | Frank Christian    | 2        |          | 15       |        | 15     |         |         |       | 15    |          | 8        | 53     |
| 9.    | Michael Abendroth    | Frank Oschmann     | 3        |          | 15       |        |        |         | 15      |       | 12    |          | 10       | 52     |
| 10.   | Hermann Gassner sen. | Siegfried Schrankl | 1        | 5        | 10       | 5      | 10     |         |         | 4     | 8     |          |          | 42     |
| 11.   | Benjamin Hübner      | Maik Trommler      | 3        |          | 8        |        | 10     |         | 8       |       | 4     |          | 8        | 38     |
| 12.   | Benjamin Scheller    | Sebastian Suhr     | 3        |          | 12       |        | 12     |         | 10      |       |       |          | 3        | 37     |
| 13.   | Rainer Noller        | Uwe Walz           | 1        | 4        | 8        |        | 1      | 5       | 10      |       | 2     |          |          | 30     |
| 14.   | Anton Werner         | Ralph Edelmann     | 1        |          |          | 2      | 6      | 3       | 8       |       |       |          | 8        | 27     |
| 15.   | Andreas Lohfing      | Marco Witzel       | 3        |          | 10       |        | 15     |         |         |       |       |          |          | 25     |
| 16.   | Peter Corazza        | Ronald Bauer       | 1        | 3        | 6        | 4      | 8      |         |         |       |       |          |          | 21     |
| 17.   | Patrick Pusch        | Fabian Hoese       | 3        |          |          |        |        |         | 4       |       | 8     |          | 6        | 18     |
| 18.   | Robert Pritzl        | Christina Kohl     | 1        |          |          |        | 2      |         |         |       | 1     |          | 6        | 9      |
| 19.   | Max Christensen      | Dorthe Ravn        | 1        |          | 3        | 1      | 4      |         |         |       |       |          |          | 8      |
| 20.   | Maik Stölzel         | Thomas Windisch    | 1        |          |          |        | 3      |         |         |       |       |          |          | 3      |
| 21.   | Daniel Rexhausen     | Stefan Clemens     | 1        |          | 1        |        |        |         |         |       |       |          |          | 1      |
| 22.   | Jörg Axel de Fries   | Georg Ringhof      | 1        |          |          |        |        |         |         |       |       |          |          | 0      |
| 22.   | Matthias Auer        | Heidi Koppe        | 1        |          |          |        |        |         |         |       |       |          |          | 0      |